# Список керівників держав 1376 року
Список керівників держав 1376 року — це перелік правителів країн світу 1376 року.
Список керівників держав 1375 року — 1376 рік — Список керівників держав 1377 року — Список керівників держав за роками

## Європа
- Англія
  - Король Англії — Едуард III (1327—1377)
- Балканський півострів
  - Візантійська імперія — Іоанн V Палеолог (1341—1376); Андронік IV Палеолог (1376—1379)
  - Айнос — Нікколо Гаттілузіо (1376—1409)
  - Албанське королівство — Карл Топія (1368—1382)
  - Аргос і Нафпліон (сеньйорія) — Гі Енгієнський (1356—1376); Людовік Енгієнський (1376—1377)
  - Аркадія (баронія) — Ерар III Ле Мор (1337? — 1388)
  - Артський деспотат — Гін Буа Шпата (1374—1399)
  - Герцогство Архіпелагу — Нікколо III далле Карчері (1371—1383)
  - Афінське герцогство — Готьє IV Анг'єнський (1367—1381)
  - Ахейське князівство — Джованна I (1373—1381)
  - Вельбуждський деспотат — Йован Драгаш (1366—1377)
  - Болгарське царство — Іван Шишман (1371—1395) і Іван Срацимир (1371—1396)
  - Видинське царство — Іван Срацимир (1356—1396)
  - Добруджанське князівство — Добротіца (1347—1385)
  - Боснійський банат — Твртко I (1367—1377)
  - Валонський деспотат — Балша II Балшич (1372—1385)
  - Епірський деспотат — Фома Прелюбович (1371? — 1384)
  - Зета (держава) — Джурадж I Балшич (1362—1378)
  - Пфальцграфство Кефалонії та Закінфу — Леонардо I Токко (1357—1375/1377)
  - Кіпрське королівство — Петро II (1369—1382)
  - Бератське князівство — Теодор II Музака (1372—1389)
  - Лесбос — архонт Франческо I Гаттілузіо (1355—1384)
  - Морейський деспотат — Мануїл Кантакузин (1354—1380)
  - Неопатрійське герцогство — Фредеріго II (1355—1377)
  - Прилепське королівство — Марко Мрнявчевич (1371—1395)
  - Моравська Сербія — Лазар Хребелянович (1371—1389)
  - Земля Бранковича — Вук Бранкович (1371—1397)
  - Графство Салона (Lordship of Salona) — Луї Фадріке (1375—1381)
- Балтія
  - Велике князівство Литовське — Ольгерд (1345—1377)
    - Троцьке князівство — Кейстут (1332—1381)

  - Дерптське єпископство — Генріх I Фельде (1373—1378)
  - Езель-Вікське єпископство — Генріх III (1374—1383)
  - Курляндське єпископство — Отто (1371—1398)
  - Лівонський орден — ландмейстер — Вільгельм фон Фрімерсгайм (1364—1385)
  - Ризьке архієпископство — Йоганн IV Зінтен (1374—1393)
  - Держава Тевтонського ордену — великий магістр Вінріх фон Кніпроде (1351—1382)
- Білорусь
  - Вітебське князівство — Ольгерд (1320—1377)
  - Турово-Пінське князівство — Василь Михайлович (1355? — після 1392)
- Князь Новгородський — Дмитро Донський (1363—1389)
- Трапезундська імперія — Олексій III (1349—1390)
- Ірландія
  - Айргіалла — Піліб Руад мак Бріайн (1371—1403)
  - Десмонд — Донал Оге Мак Карті (1359—1390)
  - Тір Еогайн — Ніалл Великий мак Реамайр (1367? — 1397)
  - Томонд — король Бріан Шремах О'Бріан (1369—1400)
- Італія
  - Арборейський юдикат — Угоне III (1375—1383)
  - Венеційська республіка — дож Андреа Контаріні (1368—1382)
  - Мантуя — капітано-дель-пополо Лудовіко II Гонзага (1369—1382)
  - Мірандольське герцогство (Ducato della Mirandola) — Франческо II Піко делла Мірандола (1360? — 1399)
  - Монферратське маркграфство — Оттон III (1372—1378)
  - Неаполітанське королівство — Джованна I (1343—1382)
  - Салуццьке маркграфство — Федеріко II (1357—1396)
  - Сардинське королівство — Педро IV (1336—1387)
  - Сицилійське королівство — Фредерік III (1355—1377)
  - Тарантське князівство — Філіп II Тарентський (1364—1373)
  - Трентське князівство-єпископство — Альберт ді Ортенбург (1360—1390)
  - Урбінське герцогство — Антоніо II да Монтефельтро (1370? — 1404)
  - Феррарська сеньйорія — Нікколо II д'Есте (1361—1388)
  - Фіналезьке маркграфство — Лаззаріно I дель Карретто (1359—1392)
- Кавказ
  - Грузинське царство — Баграт V Великий (1360—1393)
  - Самцхе-Саатабаго — Бека II Джакелі (1361—1391)
- Німеччина
  - Австрійське герцогство — Леопольд III (1365—1386)
  - Ангальтське князівство — Ангальт-Бернбург — Оттон III (1374—1404); Ангальт-Цербст (князівство) — Йоганн II (1370—1382)
  - Баварсько-Штраубінзьке герцогство — Вільгельм I (1353—1388)
  - Баденське маркграфство — Бернгард I (1372—1431)
  - Берзьке герцогство — Вільгельм I (1360—1408)
  - Берхтесгаденське пробство — Ґреймольд Вульп (1368—1377)
  - Бранденбурзьке маркграфство — Вацлав IV (1373—1378)
  - Брауншвейг-Люнебурзьке герцогство — Бернгард І (1373—1434)
  - Бріксенське князівство-єпископство — Фрідріх фон Ердінген (1375/1376-1396)
  - Вадуцьке графство — Гартман IV (1361—1416)
  - Верле (сеньйорія) — Лоренц (1360—1393) і Йоганн V (1360—1377)
  - Графство Вюртемберг — граф — Ебергард II (1344—1392)
  - Вюрцбурзьке князівство-єпископство — Герхард фон Шварцбург (1372—1400)
  - Гессенське ландграфство — Генріх II (1328—1376); Герма (1376—1413)
  - Геттінгенське князівство — Оттон I (1367—1394)
  - Гільдесгаймське князівство-єпископство — Герхард фон Берг (1365—1398)
  - Гольштейн-Піннеберг — Отто I (1370? — 1404)
  - Гоя (графство) (Grafschaft Hoya) — Гойя-Гойя — Герхард III (1345—1383) і Гойя-Ніенбург — Йрганн II (1345—1377)
  - Зальцбурзька архідієцезія — Пеллегрін II Пухаймський (1365—1396)
  - Каммінське єпископство — Філіп (1372—1386)
  - Каринтійське герцогство — Альбрехт III (1365—1379)
  - Кельнське курфюрство — Фрідріх III фон Саарверден (1368/1370-1414)
  - Кенігсегг (Königsegg) — Ульріх III (? — ?)
  - Клевське герцогство — Адольф III (1368—1394)
  - Констанцьке князівство-єпископство — Генріх III фон Брандіс (1357—1383)
  - Курпфальц — Рупрехт I (1353—1390)
  - Ландсгут-Баварське герцогство — Стефан III (1375—1382) та Йоганн II (1375—1392)
  - Ліппе-Детмольд — Симон III (1360—1410)
  - Любекське князівство-єпископство — Бертрам фон Кремон (1350—1377)
  - Люнебурзьке князівство — Альбрехт Саксен-Віттенберзький (1373—1385)
  - Архієпископ Майнца Людвіг фон Мейсен (1373—1381)
  - Марк (графство) — Енгельберт III (1347—1391)
  - Майсенське маркграфство — Фрідріх III (1349—1381)
  - Мекленбург-Шверін — Альбрехт ІІ (1348—1379)
  - Мекленбург-Штаргард — Йоганн I (1352—1393)
  - Нюрнберзьке бургграфство — Фрідріх V (1357—1397)
  - Ольденбурзьке графство — Конрад II (1356—1401)
  - Падерборнське князівство-єпископство — Генріх III фон Шпігель цум Дезенберг (1361—1380)
  - Померанське герцогство — Слупське князівство — Казимир IV (1374—1377); Богуслав VI — — князь Поморсько-Вольгастський (1368—1376, 1376—1393)
  - Равенсберзьке графство — Вільгельм (1360—1408)
  - Рітберзьке графство — Оттон II (1365—1389)
  - Саксен-Лауенбурзьке герцогство — Еріх III (1370—1401)
  - Тірольське графство — Леопольд III (1365—1386)
  - Фельденцьке графство — Генріх II (1347—1378)
  - Хахберг-Заузенберг — Отто І (1318—1384)
  - Штирійське герцогство — Альбрехт III (1365—1379)
  - Юліх-Берг — герцог Вільгельм II (1361—1393)
- Піренейський півострів
  - Арагонське королівство — Педро IV (1336—1387)
  - Майорканське королівство — Педро IV (1344—1387)
  - Португальське королівство — король Фернанду I (1367—1383)
  - Наваррське королівство — Карл II (1349—1387)
  - Гранадський емірат — Мухаммад V аль-Гані (1362—1391)
- Польща — Людовик Угорський (1370—1382)
  - Бжезьке князівство — Людвік I Бжезький одноосібно (1368—1398)
  - Варшавське князівство (середньовічне) — Януш I Старший (1373—1429)
  - Велюнське князівство — Володислав Опольський (1370—1392)
  - Добжинське князівство — Казимир IV (1370—1377)
  - Жаганське князівство — Генріх VI Старший (1369—1393) і Генріх VII Румпольд (1369—1378) та Генрік VIII Глогувський (1369—1378)
  - Зембицьке князівство — Болеслав III Зембицький (1366? — 1410)
  - Іновроцлавське князівство — Казимир IV (1370—1377)
  - Козленське князівство — Конрад II Олесницький (1366—1403)
  - Люблінське князівство — Людвік I Бжегський (1347—1398)
  - Львувецьке князівство — Агнеса Австрійська (1368—1392)
  - Немодлінське князівство — Генріх I Немодлінський (1369? — 1382)
  - Олесницьке князівство — Конрад II Олесницький (1366—1403)
  - Освенцимське князівство — Ян II Освенцимський (1372—1376); Ян III Освенцимський (1376—1405)
  - Свідницьке князівство — Агнеса Австрійська (1368—1392)
  - Сцинавське князівство — до 1384 — в складі земель Чеської корони
  - Легницьке князівство — Вацлав II Легницький (1368—1413; з 3 братами)
  - Опольське князівство — Владислав Опольчик (1375? — 1401)
  - Померанія-Щецін — Святобор I (1372—1413)
  - Прудницьке князівство — Генріх I Немодлінський (1369? — 1382)
  - Ратиборсько-Опавське князівство — Ян I Ратиборський; Микулаш III Опавський; Вацлав I Опавський і Пржемисл I Опавський (1365—1377)
  - Тешинське князівство — Пшемислав I Носак (1358—1410)
  - Севезьке князівство — Пшемислав I Носак (1368—1405)
  - Хойнувське князівство — Людвік I Бжегський (1359—1398)
  - Черське князівство — Земовит IV і Януш I Старший (1374—1381)
  - Яворське князівство — Агнеса Австрійська (1368—1392)
- Білозерське князівство — Федір Романович (1339—1380)
- Брянське князівство — Дмитро Ольгердович (1370—1379)
- Велике князівство Владимирське — Дмитро Донський (1363—1389)
- Молозьке князівство — Федір Михайлович (1362—1408)
- Велике князівство Московське — Дмитро Донський (1359—1389)
- Велике князівство Нижньогородсько-Суздальське — Дмитро Костянтинович (1365—1383)
- Ростовське князівство — Андрій Федорович (1364—1409)
- Велике князівство Рязанське — Олег Іванович (1351?-1402)
- Смоленське князівство — Святослав Іванович (1359—1386)
- Стародубське князівство (Північно-Східна Русь) — Андрій Федорович (1363 (або 1370)—1380-ті)
- Велике князівство Тверське — Михайло Олександрович (1368—1399)
- Кашинське князівство — Василь Михайлович (1373—1382)
- Булгарський улус — Асан і Мехмет Султан (між 1367 і 1377)
  - Холмське князівство (уділ Тверського) — Іван Всеволодович (1365—1402)
- Ярославське князівство — Василь Васильович (1345—1380)
- Румунія; Молдова
  - Волощина — господар Владислав I Влайку (1364—1377)
  - Молдавське князівство — Петру I (1373/1375-1391)
- Скандинавія
  - король Данії — Олаф IV Гоконссон (1375—1387)
  - Король Норвегії Гокон VI Маґнуссон (1355—1380)
  - Швеція — Альбрехт Мекленбурзький (1364—1389)
- Угорське князівство — король Людовик Угорський (1342—1382)
- Україна —
  - Київський князь — Володимир Ольгердович (1362—1393)
  - Белзьке князівство — Юрій Наримунтович (1352—1377)
  - Волинське князівство — Любарт (1340—1383)
  - Луцьке князівство — Любарт (1340—1383)
  - Подільське князівство — Олександр Коріятович (1374—1380)
  - Сіверське князівство — Корибут-Дмитро Ольгердович (1355—1393)
  - Чернігівське князівство — Роман Михайлович (1361—1401)
  - Кримський улус — Хаджа Магомет (1371—1380)
  - Список консулів Генуезької Ґазарії — Джіанноне дель-Беско (1375—1380/1381)
- Французьке королівство — Карл V Мудрий (1364—1380)
  - Аквітанське герцогство — вакансія до 1377
  - Арелатське королівство — пфальцграф — Маргарита I (1361—1382)
  - Барське герцогство — Роберт (1354—1411)
  - Брабантське герцогство — Жанна Брабантська (1355—1406)
  - Булонське графство — Жан I Овернський (1361—1386)
  - Бретанське герцогство — Жан V (1345—1399)
  - Бурбонське герцогство — Людовик II де Бурбон (1356—1410)
  - Гелдернське графство — до 1377 — війна за гелдернську спадщину
  - Голландське графство — Вільгельм I (1354—1388)
  - Еноське графство — Вільгельм I (1356—1388)
  - Ла-Марське графство — Жан I (1361?—1393)
  - Люксембурзьке герцогство — Вацлав I (1354—1383)
  - Льєзьке єпископство — Іоанн Аркельський (1364—1378)
  - Менське графство — Людовік I Анжуйський (1350—1384)
  - Монбельяр (графство) — Етьєн де Монфокон (1367—1397)
  - Монако — окуповано Генуєю до 1395
  - Намюрське графство — Гільйом I (1337—1391)
  - Оранське князівство — Раймонд III (1347? — 1393)
  - Савойське графство — Амадей VI (1343—1383)
  - Урхельське графство — Сесіль де Комменж (1347—1384)
  - Фландрське графство — Людовик II Мальський (1346—1384)
  - Фуаське графство — Гастон ІІІ де Фуа (1343—1391)
- Богемське королівство (Чехія) — Карл IV (1346—1378)
- Шотландське королівство — Роберт II (1371—1390)
- Святий Престол; Папська держава — папа римський — Григорій XI (1370—1378)
- Вселенський патріарх — Філофей (1364—1376); Макарій (1376—1379)

## Азія
- Візантійська імперія — Андронік IV Палеолог (1376—1379)
- Трапезундська імперія — Олексій III (1349—1390)
- Близький Схід
  - Артукіди — правитель Мардіна Дауд ал-Музаффар (1368—1376); Іса аз-Захір Надж ад-дін (1376—1406)
  - Мамелюцький султанат — Шаб ан II (1363—1376); Алі II аль-Мансур Алауддін (1376—1382)
  - Айдиногуллари — Іса-бей Айдиноглу (1360—1390)
  - Алайє (бейлик) (Alâiye Beyliği) — до 1402 невідомо
  - Герміяногулари — Сулейман Шах (1363? — 1387)
  - Дулкадір (бейлик) — Гарс ад-Дін Халіл (1353—1386)
  - Еретнаогуллари — Алаеддін Алі (1365—1380)
  - Ерзінджан (емірат) (Erzincan Beyliği) — Пір Гусейн (1365? — 1379)
  - Кандар (династія) — Котюрюм Баязид (1361—1383)
  - Ментешеогуллари — Муса-бей (1354—1375); Ахмад Газі-бей (1375—1391)
  - Рамазаногуллари — Ібрагім I Рамадан (1354—1383)
  - Саруханогуллари — Музафферуддін Ісхак-бей (1362—1388)
  - Таджеддіногуллари — Таджеддін (1348—1386)
  - Текейський бейлик — Мехмед-бей Теке (між 1360 і 1377)
  - Хамідогуллари — Кемаледдін Хусеїн (1375—1391)
  - Караманіди — Алаеддін-бей I Караманід (1361—1381)
  - Османська імперія — Мурад I (1362? — 1389)
  - Шаріфат Мекки — Ахмад ібн Аджлан (1372—1386)
  - Зіяриди — Нізарі — Гіяс ад-Дін Пір-Алі (1370—1382)
  - Емірат Хасанкейф (Emirate of Hasankeyf) — аль-Малік аль-Аділ Абу аль-Мафахір Фахр ад-Дін Сулейман (1364—1424)
- Персія
  - Кара-Коюнлу — Байрам Ходжа (1375—1378)
  - Музаффариди — Шах Шуджа (1366—1384)
  - Держава Ширваншахів — Хушенг (1372—1382)
- Расуліди — аль-Афдаль аль-Аббас (1363—1377)
  - Сербедари — Ходжа Алі Муайяд (1364—1376); Дервіш Рукн ад-Дін (1376—1379)
- Індія і Шрі-Ланка
  - Ахом — Сутупхаа (1369—1376)
  - Бахмані — Ала уд-Дін Муджахід-шах (1375—1378)
  - Бенгальський султанат — Сікандар-шах I (1358—1390)
  - Віджаянагарська імперія — Букка I (1343—1379)
  - Східні Ганги — Нарасімха Бхану Дева III (1352—1378)
  - Гархвал (держава) — Аджай Пал (1358—1389)
  - Делійський султанат — Династія Туґлак — Фіроз Шах Туґхлак (1351—1388)
  - Джайпур (князівство) — Нара Сінґх (? — 1413)
  - Джайсалмер (князівство) — Кегар Сінгх II (1335—1402)
  - Джодхпур (князівство) — Бірамдев (1374—1383)
  - Кашмірський султанат — Кутб ад-Дін-шах (1373—1389)
  - Мадурайський султанат — Ала-уд-дін Шах II (1368—1378)
  - Династія Малла — Раджаладеві (1347—1385)
  - Мевар (князівство) — Кшетра Сінґх (1364—1382)
  - Джафна (держава) — Віродая Сінкаярян (1371—1380)
  - Династія Редді — Анавема Редді (1364—1386)
  - Династія Самма — Джам Тамачі (1367—1379)
- Індонезія; Південно-Східна Азія
  - Аюттхая (королівство) — Бороморача I (1370—1388)
  - Брунейська імперія — Мухаммад Шах (1368—1402)
  - Гантаваді — Бінья У (1348—1384)
  - Дайв'єт — Тран Дун Тонг (Trần Duệ Tông; 1372—1377)
  - Ланна (держава) — Куена (1355—1385)
  - Лансанг — Самсенетаї (1372—1416)
  - Лемро — Сомон II (1374 — ? до 1406)
  - Пагаруюнг — Адітьяварман (1347—1385)
  - Маджапагіт — Хаям Вурук (1350—1389)
  - Муанг Мао — Сопемпа (1371—1377)
  - Могн'їн (князівство) — Сао Диерт Гпа (1371? — 1381)
  - Ава (М'янма) — Свасоке (1367—1400)
  - Сінгапура — Шрі Магараджа (1375—1389)
  - Чампа — По Бінасуор (1360—1390)
  - Сукхотай (королівство) — Леутхай (1368—1399)
  - Сунда — Ніскала Васту Канчана (Niskala Wastu Kancana; між 1371 і 1475)
  - Кедах (султанат) — Сулейман Шах I (1373—1423)
  - Пагаруюнг (держава) — Ананггаварман (1375—1417)
  - Пасай — Зайн ал-Абідін I (1349—1406)
  - Тернатський султанат — колано Гапі Багуна I (1372—1377)
- Кхмерська імперія — Дхаммасока Рача (1373—1394)
- Накхонситхаммарат (держава) — Луанг Шрі Воравонг (1375 — ?)
- Китай; Монголія
  - Золота Орда — Каганбек (1375—1377)
  - ідикут Кучі — до 1389 невідомі
  - Чагатайський улус — Суюрґатмиш (1372—1384)
  - Тибет — десі (регент-володар) Дракпа Чанчуб (1373—1381)
  - Династія Мін — Чжу Юаньчжан (1368—1398)
  - Династія Північна Юань — Білігту-хан (1370—1378)
- Окінава
  - Гокудзан — Хандзі (1314—1395)
  - Нандзан — Шосатто (1314—1398)
  - Тюдзан — Сатто (1356? — 1395)
- Корея
  - Корьо — У (1374—1388)
- Середня Азія
  - емір Гургана (Астрабада) і східного Мазандерану — Амір-Валі (1374—1384)
  - Джалаїрський султанат — Джалал ад-дін Хусейн I (1374—1382)
  - Ільхани — Газан-хан II (1357—1401)
  - Марашіян — Камал ад-Дін I і Рида ад-Дін (1362—1393)
  - Міхрабаніди — Із ад-Дін ібн Рукн ад-Дін Махмуд (1352—1380)
  - Улус Орда-Іхена — Урус-хан (1360—1377)
  - Сигнакський улус — Урус-хан (1369—1377)
  - Імперія Тимуридів — Тимур (1370—1405)
- Японія — Імператор Тьокей (1368—1382)

## Африка
- - аббасидський халіф Каїра Аль-Мутаваккіль Алаллах I (1362—1377)
- Варсангалі (султанат) — гараад Сісе (1375—1392)
- Імперія Волоф — Саре Ндіає (1370—1390)
- Імператор Ефіопії — Невая Мар'ям (1372—1382)
- Заяніди — Абу Хамму II (1372—1383)
- Іфат — Са'ад ад-Дін II (1374—1403)
- Кілва (султанат) — Сулейман ібн Сулейман ібн Хусейн (1366—1389)
- Макурія — аль-Амір Абі Абдалла Канз ель-Даула (між 1333 і 1397)
- Імперія Малі — Манса Муса II (1374—1387)
- Мариніди — Абу'л Аббас Ахмад аль-Мустансир (1374—1384)
- Нрі — Езе Нрі Гіофо (1300—1390)
- Мамелюцький султанат — Шабан II (1363—1376); Алі II аль-Мансур Алауддін (1376—1382)
- Хафсіди — Абу'л Аббас Ахмад II (1371—1396)

## Південна Америка
- Королівство Куско — Інка Рока (1350—1380)
- Тескоко (держава) — Течотлалатль (1357—1409)

## Північна Америка
- Ацкапоцалько — Тезозомок Макуецін (1343? — 1426)
- Маяпанська ліга — Кокоми; Куум Коком II (1373—1377)
- Імперія Пурепеча — Таріакурі (1300—1350/1390)
  - Теночтітлан — тлатоані Акамапічтлі (1376—1395)
- Тлателолько — Куакуапіцауак (1352—1407)